# Percnia cordiforma
Percnia cordiforma là một loài bướm đêm trong họ Geometridae.